# Rényi-Entropie
In der Informationstheorie ist die Rényi-Entropie (benannt nach Alfréd Rényi) eine  Verallgemeinerung der Shannon-Entropie.
Die Rényi-Entropie gehört zu der Familie von Funktionen, die zum Quantifizieren der Diversität, Ungewissheit oder Zufälligkeit eines Systems dienen.
Die Rényi-Entropie der Ordnung α, wobei α > 0, ist definiert als:
{\displaystyle H_{\alpha }(X)={\frac {1}{1-\alpha }}\log _{2}{\Bigg (}\sum _{i=1}^{n}p_{i}^{\alpha }{\Bigg )}}
Hierbei ist X eine Zufallsvariable mit Wertebereich {x1, x2 ... xn} und pi die Wahrscheinlichkeit, dass X=xi. Wenn die Wahrscheinlichkeiten pi alle gleich sind, dann ist Hα(X)=log2 n, unabhängig von α. 
Andernfalls sind die Entropien monoton fallend als eine Funktion von α.
Hier einige Einzelfälle:
{\displaystyle H_{0}(X)=\log _{2}n=\log _{2}|X|,\,}
welche der Logarithmus der Mächtigkeit von  X ist, der manchmal auch die „Hartley-Entropie“ von X genannt wird.
Nähert sich die Grenze von {\displaystyle \alpha } gegen 1 (L’Hospital) so ergibt sich:
{\displaystyle H_{1}(X)=-\sum _{i=1}^{n}p_{i}\log _{2}p_{i}}
das der „Shannon-Entropie/Informationsentropie“ entspricht.
Weiter
{\displaystyle H_{2}(X)=-\log _{2}\sum _{i=1}^{n}p_{i}^{2}}
das der „Korrelationsentropie“ entspricht. Der Grenzwert von {\displaystyle H_{\alpha }} für {\displaystyle \alpha \rightarrow \infty } ist
{\displaystyle H_{\infty }(X)=-\log _{2}\sup _{i=1..n}p_{i}}
und wird auch Min-Entropie genannt, da es der kleinste Wert von {\displaystyle H_{\alpha }} ist.
Die Rényi-Entropien sind in der Ökologie und Statistik als Indizes der Vielfältigkeit wichtig. Sie führen auch zu einem Spektrum von Indizes der fraktalen Dimension.